# 9 (cortometraje)
9 es un cortometraje animado por computadora estadounidense dirigido y escrito por Shane Acker y estrenado en 2005. Fue adaptado como un largometraje en el año 2009. La música fue hecha por Earganic.
La historia sigue a una bestia mecánica que ataca a dos criaturas de trapo mientras éstas hurgan en las ruinas de su mundo. Después de ser testigo de la muerte de su mentor '5' a manos del malévolo artefacto, el muñeco de trapo '9' debe confrontar el terror. Solo con astucia y haciendo uso de su primitiva tecnología puede 9 destruir a la criatura y robarle el talismán de las almas cautivas que carga como trofeo.

## Sinopsis
El cortometraje comienza con el muñeco de trapo viviente llamado 9, el cual fabrica un pequeño artefacto usando un libro y varias cosas más en el interior de una biblioteca en ruinas, así como una réplica de sí mismo.
9 recuerda cómo era acompañado por su amigo y mentor, el muñeco de trapo tuerto 5, con quien hurgaba en las ruinas de su mundo buscando artefactos que los ayudaran a sobrevivir. Pero un artefacto robótico malévolo, la Bestia Gato, apareció y asesinó a 5 succionándole el alma con un talismán, y 9 escapó con un talismán idéntico al de la bestia, que 5 le había dado antes de morir. La bestia había asesinado a los otros 7 de sus amigos tiempo atrás.
En un intento de destruir al monstruo, 9 atrae a la bestia a la réplica que fabricó de él mismo. La bestia trata de matar a la réplica pensando que es 9, y entonces el verdadero 9 salta y le roba el talismán. El furioso monstruo persigue a 9 a través de la biblioteca, y 9 lo conduce al primitivo artefacto que armaba al inicio del cortometraje. La bestia lo acorrala en una inestable viga de madera, la cual va a dar a un gran hoyo que termina varios pisos más abajo. El monstruo gatea a través de la inestable viga para llegar a 9 y quitarle el talismán, pero 9 brinca a otra viga y tira la primera al vacío usando el libro. La trampa funciona, y el monstruo cae hacia el piso de abajo y la viga cae con él y se le incrusta, acabando con él. 
9 le hace un altar a sus amigos, y luego nota que ambos talismanes, el de la Bestia Gato y el que le dio 5, se atraen como un imán, así que 9 los junta y se vuelven uno solo, comenzando a liberar a los espíritus de sus amigos, que comienzan a dirigirse a su lugar en el altar y desaparecen. El alma de 5 se voltea antes de desaparecer y le dirige una mirada afirmativa a 9. 9, feliz de saber que las almas de sus amigos están donde deben estar, se dirige hacia al amanecer, dejando al apagado talismán tras él.

## Producción
El film tardó 4 años y medio en realizarse. Shane Acker utilizó Autodesk Maya 1.5-5.5, Adobe Photoshop para las texturas, Adobe After Effects para la composición y Adobe Premiere para editarlo.

## Diferencias entre la película y el cortometraje
- El papel de 5 en el cortometraje es, de hecho, representado por 2 en el largometraje, y si bien en ambos 5 es tuerto, en el largometraje éste es más joven.
- Las escenas de 5 tienen todas un homólogo en las de 2 en el largometraje, por lo que es fácil hacer la conexión.
- A diferencia de la versión producida por Tim Burton, en esta todos los personajes son mudos, y se comunican mediante gestos y expresiones faciales.
- No se da una explicación sobre el origen de 9, la Bestia Gato o sobre cómo el mundo quedó devastado, mientras que la película amplía el argumento dando lugar a esos detalles.
- En el cortometraje hay dos talismanes, que se fusionan como un imán, mientras que en la película hay uno solo y es más detallado.
- 5 en el cortometraje luce más desbaratado y también le falta una pierna.
- En el cortometraje todos los muñecos son idénticos, cambiando solo el número en su espalda (y en el caso de 5, un solo ojo y una pierna), y pareciéndose al muñeco 1 de la película. Mientras, en el largometraje, los muñecos tienen diferencias visibles tales como los materiales con los que están hechos, su nivel de desgaste, etcétera.
- En la película sobreviven 9, 7, 3 y 4. En el cortometraje mueren todos excepto 9.